# ウッドストックがやってくる!
『ウッドストックがやってくる!』（Taking Woodstock）は、2009年のアメリカ映画で、トム・モンテとエリオット・タイバーの回想録『ウッドストックがやってくる』を原作としている。第62回カンヌ国際映画祭のコンペティション部門で初上映された。日本では「監督主義プロジェクト」の第1弾として2011年1月15日に公開された。

## キャスト
- エリオット・タイチバーグ：ディミトリ・マーティン
- ジェイク・タイチバーグ：ヘンリー・グッドマン
- ソニア・タイチバーグ：イメルダ・スタウントン
- マイケル・ラング：ジョナサン・グロフ
- ティーシャ：メイミー・ガマー
- ビリー：エミール・ハーシュ
- デヴォン：ダン・フォグラー
- ヴィルマ：リーヴ・シュレイバー
- マックス・ヤスガー：ユージン・レヴィ
- ダン：ジェフリー・ディーン・モーガン
- ヒッピーの男：ポール・ダノ
- ヒッピーの女：ケリ・ガーナー
- 銀行員：ケヴィン・チャンバーリン

## 受賞・ノミネート
| 映画賞・映画祭   | 部門                   | 候補       | 結果       |
| ---------------- | ---------------------- | ---------- | ---------- |
| カンヌ国際映画祭 | パルム・ドール         | アン・リー | ノミネート |
| GLAADメディア賞  | 映画賞（拡大公開部門） | -          | ノミネート |